# Zebrasoma gemmatum
El cirujano moteado (Zebrasoma gemmatum) es un pez cirujano, de la familia de los Acantúridos. Es un ágil y vistoso nadador. Sociable con la mayoría de habitantes del arrecife, a excepción de machos de su misma especie y de cualquiera que invada su territorio.
Es un pez muy cotizado en el mercado de acuariofilia, su precio alcanza los 3.000 euros o dólares, aunque no es frecuente su disponibilidad.

## Morfología
Posee la morfología típica de su familia: cuerpo ovalado y forma de disco al erguir las aletas dorsal y anal. Este hermoso pez tiene una coloración gris grafito, su cabeza es más clara y tiene muchos puntos blancos en sus costados y aletas dorsal y ventral. Su cola es amarillo pálido y su margen posterior es azulado.
Como todos los peces cirujano, de ahí les viene el nombre común, tiene 2 espinas extraíbles a cada lado de la aleta caudal; se supone que las usan para defenderse de otros peces.
Alcanza los 22 cm de largo. Su longevidad es entre 7 y 10 años o más.

## Hábitat y distribución
Suele verse en corales y zonas rocosas de arrecifes coralinos entre 10 y 61 metros de profundidad, en el Océano Índico, incluido el Mar Rojo, desde Mozambique, Madagascar, Sudáfrica, hasta Comoras, Reunión y Mauricio.
Los adultos son extremamente territoriales y solitarios, y los juveniles se encuentran en aguas superficiales.

## Alimentación
En la naturaleza se nutre principalmente de algas bénticas, filamentosas y varias macroalgas. Su alimentación principal es herbívora.

## Reproducción
No presentan dimorfismo sexual, siendo casi imposible sexarlos. Son ovíparos y la puesta de huevos se realiza tanto en pareja, como en comunidad. El desove sucede alrededor de la luna llena, estando sometido a la periodicidad del ciclo lunar.

## Mantenimiento
La iluminación deberá ser necesariamente intensa para que pueda desarrollarse la colonia de algas suficiente de la que se alimenta. Además requiere mantener un buen número de roca viva entre la decoración del acuario con suficientes escondrijos.
Al igual que el resto de especies de cirujanos, son muy sensibles a determinadas enfermedades relacionadas con la piel. Es recomendable la utilización de esterilizadores ultravioleta para la eliminación de las plagas patógenas. 
Aunque es herbívoro, acepta tanto artemia y mysis congelados, como alimentos disecados. No obstante, una adecuada alimentación debe garantizar el aporte diario de vegetales, sean naturales o liofilizados.
Si se lo mantiene con otras especies, conviene introducir individuos juveniles, y hacerlo de tal forma que sea la última especie en integrarse al conjunto. Deberemos evitar la cohabitación con especies agresivas y/o de su mismo género.